# 656 Beagle
656 Beagle
656 Beagle là một tiểu hành tinh ở vành đai chính, thuộc nhóm tiểu hành tinh Themis. Nó được xếp loại tiểu hành tinh kiểu C, có bề mặt tối, và thành phần cấu tạo có lẽ gồm vật liệu cacbonat.
Tiểu hành tinh này do August Kopff phát hiên ngày 22.01.1908 ở Heidelberg, và được đặt theo tên tàu chiến HMS Beagle của Hải quân Hoàng gia Anh, mà Charles Darwin đã tham gia một chuyến hải hành vòng quanh thế giới